# Nashville
Nashville é a capital e também a cidade mais populosa do estado norte-americano do Tennessee. É a sede do condado de Davidson, e localiza-se no centro do estado, nas margens do rio Cumberland.
Com quase 690 mil habitantes, de acordo com o censo nacional de 2020, é a 21ª cidade mais populosa dos Estados Unidos e uma das cidades mais importantes na região sul do país. Quase 10% da população total do Tennessee vive em Nashville.
Apelidada de Music City, U.S.A. (Cidade da Música), é um centro importante da indústria discográfica. Também é chamada a Atenas do Sul, por causa das suas várias instituições de ensino e da arquitetura clássica. Embora Nashville seja conhecida como um importante centro da indústria discográfica, as suas maiores indústrias são na realidade a assistência médica, a publicação, a financeira e o transporte.
Foi fundada no dia de Natal de 1779, tendo como nome Fort Nashborough e tornou-se capital estadual em 1843. Foi nomeada assim em homenagem a Francis Nash, um soldado da Revolução Americana. Em 1784 passou a chamar-se, então, Nashville.
A cidade é cruzada por três rodovias interestaduais: 40, 24 e 65. A Metropolitan Transit Authority (Autoridade de Trânsito Metropolitana) é a responsável pelo serviço de autocarros dentro da cidade. A cidade é servida pelo Aeroporto Internacional de Nashville. Dois importantes jornais diário de Nashville são o Tennessean e o Nashville City Paper.

## História

### Invasão dos Europeus & Colonização
Originalmente, o vale do Mississippi em América do Norte foi habitado por indígenas da Cultura mississippiana. Os nativos cultivavam milho e construíam montes de terraplenagem. Em séculos mais pertos à invasão dos europeus, os habitantes desse vale incluíam os Cherokees, Chickasaw e Shawnee.
O primeiro europeu nesta região foi Hernando de Soto, que explorou a região sudeste do América do Norte no século XVI. Caçadores de pele nesta região começaram estabelecer postos de comércio em 1717. Em 1779, Fort Nashborough foi estabelecido por James Robertsen e John Donelsen.

### Origem do estado
O estado de Tennessee foi formado nos anos primeiros dos Estados Unidos. O Estado de Carolina do Norte cedeu o território leste ao governo federal em 1796, formando Tennessee como estado distinto. Depois de ter várias capitais do estado, Nashville se tornou o capital permanente do Tennessee em 1843.

### Guerra de Secessão & Reconstrução

O capitólio de Nashville servindo como fortaleza durante a Guerra Civil

Ao começo da Guerra de Secessão dos Estados Unidos, Tennessee foi o último estado a abandonar os Estados Unidos. Se associaram aos Estados Confederados da América o 8 de Junho 1861. Durante a guerra, Nashville foi a primeira capital capturada pelas forças da União. Nashville foi um destino popular pelos refugiados. Sustentadores da União e da Confederação, escravos libertados e fugidos, e negociantes vieram a Nashville para buscar trabalho. Ao final da guerra, Tennessee também foi o primeiro estado a reingressar à União, o 24 de Julho 1866.
Nas décadas depois da Guerra Civil, Nashville continuou a crescer, formando-se como centro de comércio. O população cresceu de 16.988 em 1860 a 80.865 em 1900. Na década de 1880, o governo do Tennessee alterou as leis de votação, excluindo muitos afro-americanos e brancos pobres. Isto durou até o movimento dos direitos civis na década de 1960.

### Historia recente

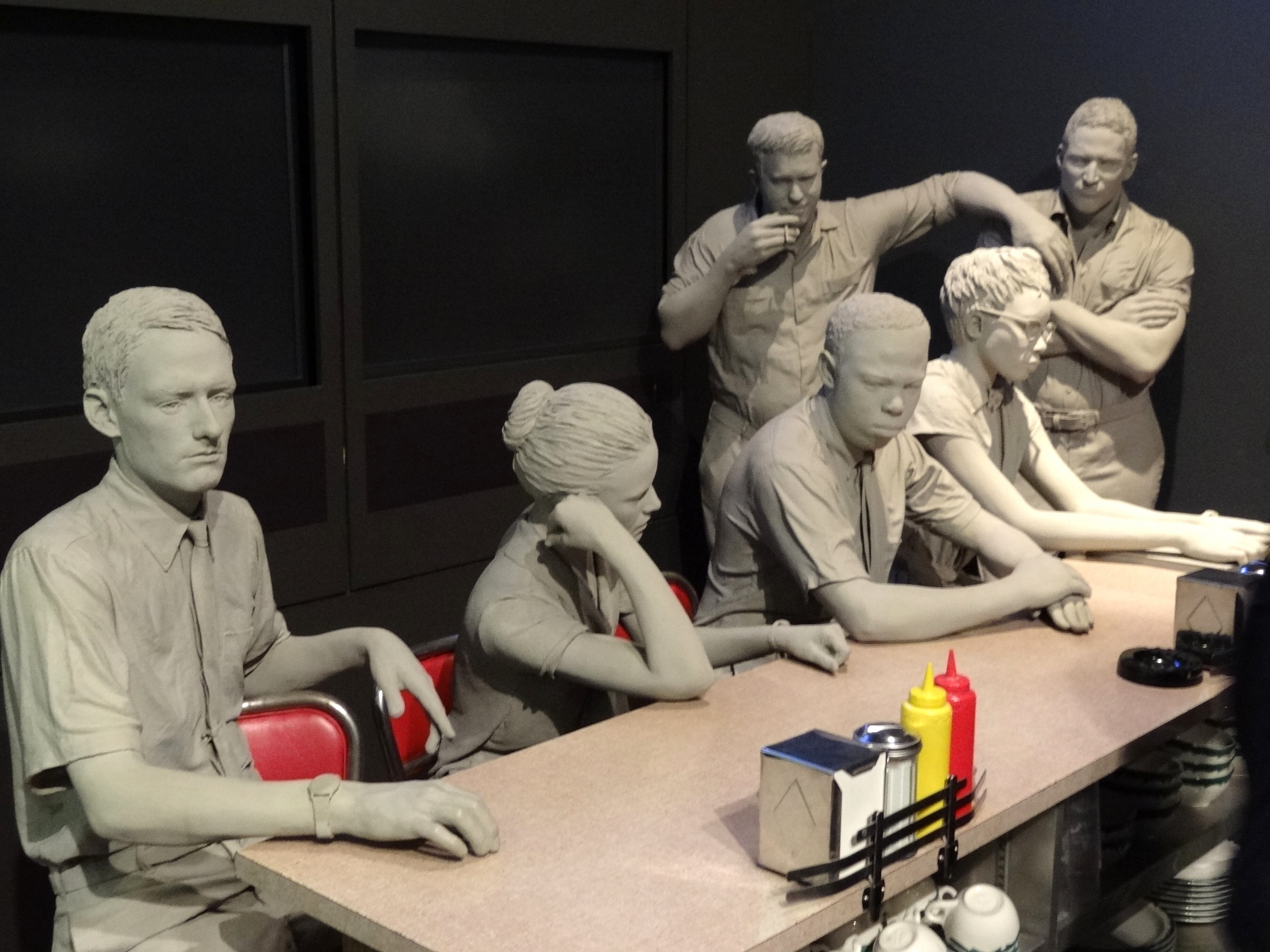
Uma representação dum protesto sentado numa cantina durante o Movimento dos direitos civis dos negros nos Estados Unidos

Nashville se tornou grande centro da música country no século XX. O Grand Ole Opry foi fundado em 1925, e cresceu como centro cultural da música Country. Muitas companhias de música foram sediadas em Nashville também.
Nashville também foi um centro do movimento dos direitos civis nas décadas 1950 e 1960. As escolas públicas foram integradas racialmente e gradualmente em 1957, seguindo o plano ‘’Stair-Step’’ criado por Dan May. Muitos jovens também foram envolvidos com os protestos sentados organizados pela Comissão Coordenadora Estudantil Não Violenta (SNCC, ‘’Student Nonviolent Coordinating Committee’’). Nestas demonstrações, que ocorreram principalmente entre 1958 e 1960, os estudantes negros se sentavam em restaurantes que tinham a política de segregação racial proibindo o serviço aos negros. Estes protestos sentados foram uma parte importante do movimento dos direitos civis, estabelecendo um precedente de não-violência e de envolvimento dos estudantes.

## Geografia
De acordo com o Departamento do Censo dos Estados Unidos, a cidade tem uma área de 1 288,4 km², dos quais 1 232,3 km² estão cobertos por terra e 56,1 km² (4,4%) por água.

### Clima
A cidade de Nashville tem um clima muito variado com temperaturas que oscilam entre calor e frio, mas raramente chega às extremas.  Se classifica como clima úmido subtropical. Isto quer dizer que durante o ano tem muita umidade, na média de 70%, e se podem distinguir as quatro estações claramente. É um clima temperado, com temperatura máxima média anual de 20,9 °C e mínima de 9,3 °C. Também chove muito e por isso a cidade tem muita umidade. Por exemplo, há em média 121,92 cm de precipitação anualmente, incluindo aproximadamente 7 cm de neve.
Na primavera o tempo geralmente começa aquecer. As temperaturas variam entre 10 °C e 21 °C. Também chove muito nesta temporada. O Maio é o mês mais chuvoso do ano, com uma média de 139,7 mm.  Além disso, a primavera traz muitas trovoadas que têm capacidade de causar muitos danos.
No verão faz muito calor e também tem muita umidade. As temperaturas médias são altas e se podem chegar aos 32 °C. Durante esta estação, muitas pessoas passam tempo nos parques em Nashville para desfrutar do tempo. Mas também algumas pessoas preferem passar o tempo adentro pelo desconforto de estar no sol. Julho é o mês mais caloroso do ano e também é normal ter trovoadas.
Durante o outono a clima é moderado. As temperaturas começam abaixar rapidamente, mas não tanto como no inverno nem como para nevar. Também estes meses constituem a estação da menor quantidade de chuva. Em setembro e outubro chove apenas sete dias aproximadamente comparado com doze em outros meses.
O inverno traz temperaturas mais baixas. As temperaturas medianas são de -7 °C a 4 °C, mas não é raro que um dia suba mais disso e outro baixe mais. Nesta temporada é quando neva, mas na maior parte dos anos, não neva muito. Há uma média de 16 cm de neve cada ano, com a maior quantidade de neve em janeiro. No entanto, no ano 2015 uma forte nevasca, de aproximadamente 7.62 cm, aconteceu em fevereiro e causou desordem na cidade. As escolas fecharam por mais de duas semanas e as ruas ainda estiveram cobertas de gelo, causando cancelamentos de voos e mortes por acidentes de automóveis.
| Dados climatológicos para Nashville (Aeroporto Internacional, 1981-2010) | Dados climatológicos para Nashville (Aeroporto Internacional, 1981-2010) | Dados climatológicos para Nashville (Aeroporto Internacional, 1981-2010) | Dados climatológicos para Nashville (Aeroporto Internacional, 1981-2010) | Dados climatológicos para Nashville (Aeroporto Internacional, 1981-2010) | Dados climatológicos para Nashville (Aeroporto Internacional, 1981-2010) | Dados climatológicos para Nashville (Aeroporto Internacional, 1981-2010) | Dados climatológicos para Nashville (Aeroporto Internacional, 1981-2010) | Dados climatológicos para Nashville (Aeroporto Internacional, 1981-2010) | Dados climatológicos para Nashville (Aeroporto Internacional, 1981-2010) | Dados climatológicos para Nashville (Aeroporto Internacional, 1981-2010) | Dados climatológicos para Nashville (Aeroporto Internacional, 1981-2010) | Dados climatológicos para Nashville (Aeroporto Internacional, 1981-2010) | Dados climatológicos para Nashville (Aeroporto Internacional, 1981-2010) |
| Mês                                                                      | Jan                                                                      | Fev                                                                      | Mar                                                                      | Abr                                                                      | Mai                                                                      | Jun                                                                      | Jul                                                                      | Ago                                                                      | Set                                                                      | Out                                                                      | Nov                                                                      | Dez                                                                      | Ano                                                                      |
| ------------------------------------------------------------------------ | ------------------------------------------------------------------------ | ------------------------------------------------------------------------ | ------------------------------------------------------------------------ | ------------------------------------------------------------------------ | ------------------------------------------------------------------------ | ------------------------------------------------------------------------ | ------------------------------------------------------------------------ | ------------------------------------------------------------------------ | ------------------------------------------------------------------------ | ------------------------------------------------------------------------ | ------------------------------------------------------------------------ | ------------------------------------------------------------------------ | ------------------------------------------------------------------------ |
| Temperatura máxima recorde (°C)                                          | 26                                                                       | 29                                                                       | 32                                                                       | 33                                                                       | 36                                                                       | 43                                                                       | 42                                                                       | 41                                                                       | 41                                                                       | 34                                                                       | 29                                                                       | 26                                                                       | 43                                                                       |
| Temperatura máxima média (°C)                                            | 8,3                                                                      | 11                                                                       | 16,1                                                                     | 21,4                                                                     | 25,7                                                                     | 30                                                                       | 31,8                                                                     | 31,7                                                                     | 28                                                                       | 22,1                                                                     | 15,7                                                                     | 9,7                                                                      | 20,9                                                                     |
| Temperatura mínima média (°C)                                            | −2                                                                       | −0,2                                                                     | 3,9                                                                      | 8,6                                                                      | 13,8                                                                     | 18,6                                                                     | 20,8                                                                     | 20,2                                                                     | 15,9                                                                     | 9,4                                                                      | 4,1                                                                      | −0,4                                                                     | 9,4                                                                      |
| Temperatura mínima recorde (°C)                                          | −27                                                                      | −25                                                                      | −17                                                                      | −5                                                                       | 1                                                                        | 6                                                                        | 11                                                                       | 8                                                                        | 2                                                                        | −3                                                                       | −18                                                                      | −23                                                                      | −27                                                                      |
| Precipitação (mm)                                                        | 95,3                                                                     | 100,1                                                                    | 104,4                                                                    | 101,6                                                                    | 139,7                                                                    | 105,2                                                                    | 92,5                                                                     | 80,5                                                                     | 86,6                                                                     | 77,2                                                                     | 109,5                                                                    | 107,7                                                                    | 1 200,1                                                                  |
| Queda de neve média (cm)                                                 | 6,6                                                                      | 5,8                                                                      | 2,3                                                                      | 0                                                                        | 0                                                                        | 0                                                                        | 0                                                                        | 0                                                                        | 0                                                                        | 0                                                                        | 0                                                                        | 1,3                                                                      | 16                                                                       |
| Dias com precipitação (≥ 0,01 pol)                                       | 10,3                                                                     | 10,3                                                                     | 10,7                                                                     | 10,8                                                                     | 11,7                                                                     | 10                                                                       | 10,2                                                                     | 8,4                                                                      | 7,5                                                                      | 8                                                                        | 9,8                                                                      | 11,2                                                                     | 118,9                                                                    |
| Dias com neve (≥ 0,1 pol)                                                | 2,1                                                                      | 2,3                                                                      | 0,7                                                                      | 0                                                                        | 0                                                                        | 0                                                                        | 0                                                                        | 0                                                                        | 0                                                                        | 0,1                                                                      | 0                                                                        | 1                                                                        | 6,2                                                                      |
| Umidade relativa (%)                                                     | 70,4                                                                     | 68,5                                                                     | 64,6                                                                     | 63,2                                                                     | 69,5                                                                     | 70,4                                                                     | 72,8                                                                     | 73,1                                                                     | 73,7                                                                     | 69,4                                                                     | 70,2                                                                     | 71,4                                                                     | 69,8                                                                     |
| Insolação (h)                                                            | 139,6                                                                    | 145,2                                                                    | 191,3                                                                    | 231,5                                                                    | 261,8                                                                    | 277,7                                                                    | 279                                                                      | 262,1                                                                    | 226,4                                                                    | 216,8                                                                    | 148,1                                                                    | 130,6                                                                    | 2 510,1                                                                  |
| Fonte: NOAA (horas de sol e umidade relativa: 1961-1990) e Weather.com   |                                                                          |                                                                          |                                                                          |                                                                          |                                                                          |                                                                          |                                                                          |                                                                          |                                                                          |                                                                          |                                                                          |                                                                          |                                                                          |

## Demografia
Desde 1900, o crescimento populacional médio, a cada dez anos, é de 24,4%.

### Censo 2020
De acordo com o censo nacional de 2020, a sua população é de 689 447 habitantes e sua densidade populacional é de 559,5 hab/km². Seu crescimento populacional na última década foi de 14,7%, acima do crescimento estadual de 8,9%. É a segunda cidade mais populosa do estado e a 21ª mais populosa do país, ganhando quatro posições em relação ao censo anterior
Possui 316 363 residências que resulta em uma densidade de 256,7 residências/km² e um aumento de 16,0% em relação ao censo anterior. Deste total, 8,3% das unidades habitacionais estão desocupadas. A média de ocupação é de 2,4 pessoas por residência.

### Censo 2010
Nos últimos anos, a demografia Nashville tem mudado significantemente. Segundo o censo nacional de 2010, 60,5% da população da Nashville se identifica como branco (56,3% não hispânico), 28,4% afroamericano, 3,1% asiático, 0.3% nativo do Alasca, 0,1% nativos do Pacífico e 2,5% de duas ou mais raças. Em total, um décimo dos cidadãos se identifica como hispânico ou latino.
| Composição racial                      | 2010  | 1990  | 1970  |
| -------------------------------------- | ----- | ----- | ----- |
| Branco                                 | 60.5% | 73.8% | 80.1% |
| —Não- hispânico                        | 56.3% | 73.2% | 79.5% |
| Negro ou Africano-americano            | 28.4% | 24.3% | 19.6% |
| Hispânico ou Latino (de qualquer raça) | 10.0% | 0.9%  | 0.6%  |
| Asiático                               | 3.1%  | 1.4%  | 0.1%  |

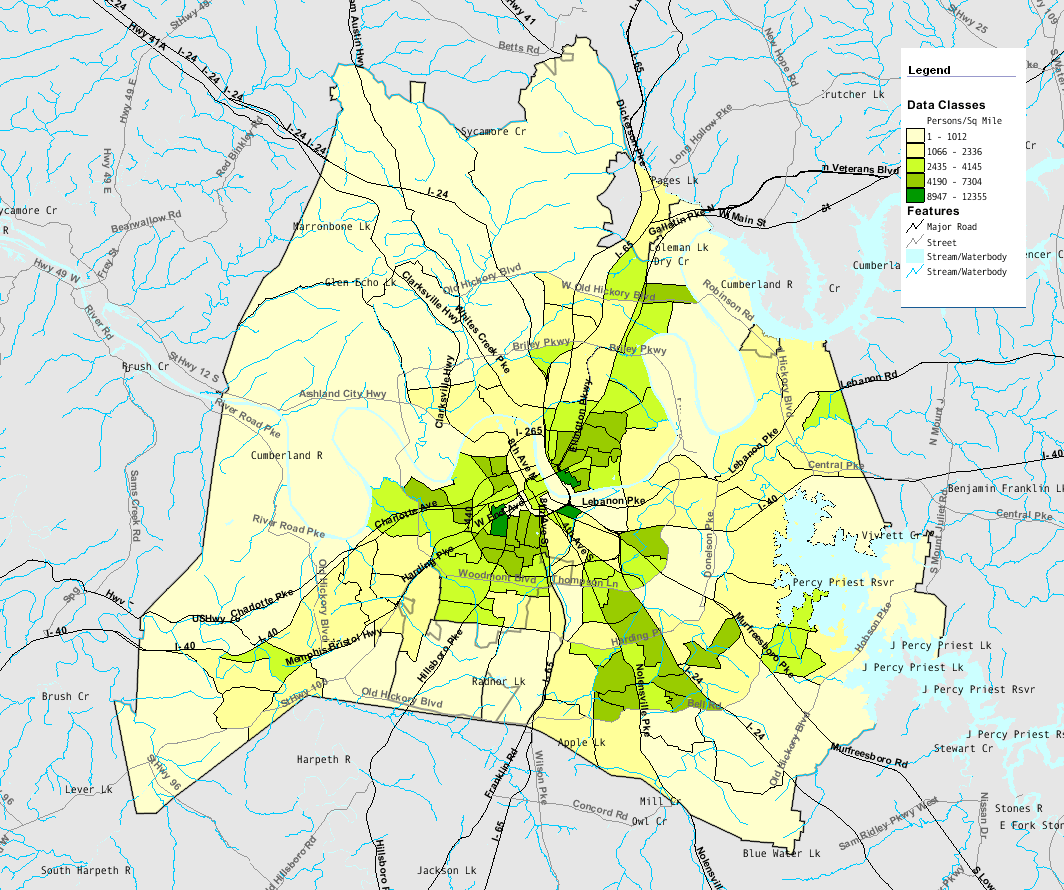
Um mapa de densidade populacional de Nashville e o Condado de Davidson baseado no censo de 2000

A distribuição da idade é 22% mais jovem que 18 anos, 10% entre 18 e 24 anos, 33% de 25 até 44 anos, 24% entre 45 e 64 e 11% mais velho que 65 anos. Pelo custo de vivencia barato e o mercado de trabalho grande, Nashville é uma cidade popular entre imigrantes. Os grupos de imigrantes mais grandes são mexicanos, curdos, vietnamitas, laocianos, árabes e somalis, mas também há populações de afegãos e paquistanês. Além disso, no ano 2002, em Nashville havia uma população judaica de 7.800. Segundo o Pesquisa da Comunidade Americana (American Community Survey), há 628.424 pessoas morando na cidade. A densidade de população é 1.204,2 habitantes por quilômetro quadrado. Também há 282.452 casas  e 141,469 famílias, com uma densidade mediana de 560,5 casas por quilômetro quadrado. Entre as casas com famílias, 37,2% são casais casados. 37,2% das casais casados moram juntos, 14,1% têm uma mulher sem homem presente e 4,2% têm homem sem mulher presente. 27,9% das casas tinham crianças e 18,8% tinham membros da família de idades mais grandes de 65 anos. Tipicamente, o tamanho das famílias por casa é 2,38 pessoas e o tamanho das famílias em geral é 3,16. Em Nashville, a renda mediana por casa é US$ 46.141 e o rendimento médio por família é US$ 56.377. Os homens com trabalhos de tempo integral têm um rendimento médio de US$ 41.017 e as mulheres têm US$ 35.292. A média da cidade é de US$ 27.372 para cada pessoa. Em geral, 13,9% das famílias e 18,2% da população morava em pobreza. Um pouco mais de um terço da população com mais de 25 anos tem um diploma de graduação ou de nível mais alto.

## Economia
Segundo o Informe Compreensivo Financeiro Anual da cidade, os maiores empregadores de Nashville são os seguintes:
| #  | Empregadores                                                                        | # de empregados |
| -- | ----------------------------------------------------------------------------------- | --------------- |
| 1  | Universidade Vanderbilt e o Centro Médico                                           | 20,968          |
| 2  | O Governo e as Escolas Públicas do Condado de Davidson e da Nashville Metropolitana | 20,162          |
| 3  | O Estado Tennessee                                                                  | 20,000          |
| 4  | O Governo Federal dos Estados Unidos                                                | 11,496          |
| 5  | A Saúde São Tomás                                                                   | 6,500           |
| 6  | Nissan da América do Norte                                                          | 5,850           |
| 7  | A Corporação Hospitalar da América                                                  | 5,447           |
| 8  | Walmart                                                                             | 4,500           |
| 8  | Gaylord Entertainment                                                               | 4,500           |
| 9  | Cracker Barrel Old Country Store                                                    | 4,189           |
| 10 | Dell                                                                                | 3,200           |

## Estrutura urbana

### Política
Depois da Segunda Guerra Mundial, havia muito crescimento nos subúrbios de Nashville, particularmente fora da cidade propriamente dito no Condado de Davidson. Mas havia muitos problemas com este crescimento rápido porque a infraestrutura não podia manusear tantas pessoas. Em apenas alguns anos, a cidade de Nashville não tinha suficiente dinheiro para pagar todos os serviços dos que os habitantes precisavam. O condado de Davidson tratava de procurar uma solução para este problema, e no ano 1958, os governos de Nashville e do condado apresentaram uma ideia para consolidar os dois. Os habitantes da cidade e do condado rejeitaram a proposição a primeira vez, mas em novembro de 1962 aprovaram esta proposição. Em abril do ano seguinte, os governos da cidade e do condado foram consolidados. Esta mudança ocorreu apesar de não ter o apoio do prefeito de Nashville, Ben West. Graças a esta resolução, a cidade foi a primeira dos Estados Unidos que tinha uma consolidação total entre o governo duma cidade e dum condado. 
Agora a prefeita de Nashville é Megan Barry, um membro do Partido Democrata dos Estados Unidos, que dirige a cidade junto com o vice-prefeito, que é o chefe do conselho da cidade, e é eleito tal como a prefeita. Este conselho tem a responsabilidade de discutir as coisas que afectam directamente a cidade, e também deve fazer as leis locais. Antes da consolidação, o conselho só tinha vinte membros, mas agora tem quarenta (não incluindo o vice-prefeito). Graças à consolidação da cidade, o conselho juntou vinte novos membros. Trinta e cinco destes membros têm um distrito que eles representam, e os outros cinco são eleitos do condado total. Todos os membros do governo local (incluindo ao prefeito), têm mandatos que duram quatro anos e só podem servir por dois mandatos. Uma questão importante do conselho hoje é o transporte. O AMP, um novo sistema de autocarros, era uma proposição para responder a este problema, mas foi rejeitado pelo conselho.
Hoje há muitos políticos famosos de Tennessee que vêm de Nashville. Por exemplo, Bob Clement era o representante do quinto distrito congressional durante os anos 1988 e 2003. Jim Cooper é agora o representante do mesmo distrito, que inclui agora toda a cidade de Nashville e os condados de Cheatham e Dickson. Outro político bem conhecido de Nashville é Bill Frist, um senador entre 1995 e 2007 e Líder da Maioria do Senado dos Estados Unidos entre 2003 e 2007.

#### Cidades-irmãs
Nashville tem sete cidades-irmãs:
- Belfast, Irlanda do Norte (Reino Unido)
- Caen, (França)
- Edmonton, Alberta (Canadá)
- Magdeburg (Alemanha)
- Mendoza (Argentina)
- Taiyuan, Shanxi (China)
- Tamworth, Nova Gales do Sul (Austrália)

#### Candidatos
- Gwangjin-gu (Coreia do Sul)
- Kamakura (Japão)

### Educação
Atenas do Sul
Por mais de um século, Nashville foi conhecido por ser uma cidade de educação. Em 1840, o educador Philip Lindsley visitou Nashville e viu muito potencial. Ele queria que Nashville fosse um centro educacional pela filosofia e línguas do mundo clássico grego e romano. Por estas razões, Linsdley decidiu dar Nashville o apelido de “Atenas do Sul.”  Em somente 10 anos,  Nashville já tinha várias instituições de ensino superior e foi a primeira cidade do sul a fundar um sistema de escola pública.  Devido às realizações impressionantes de escolásticas da cidade, Nashville foi conhecido como uma das cidades mais cultas do Sul. Pelo apelido “Atenas do Sul,” a cidade construiu uma réplica idêntica do Partenon original na Grécia em 1897.

#### Ensino básico e secundário
Nashville foi a primeira cidade do Sul que ofereceu uma educação pública aos seus cidadãos. Atualmente, o Escolas Públicas de Nashville Metropolitana (Metropolitan Nashville Public Schools) gerencia todas das escolas públicas de Nashville. No distrito de MNPS tem 83.000 estudantes divididos entre 154 escolas diferentes.
Existem 20 escolas particulares que não são religiosas e 45 escolas particulares que são religiosas na área de Nashville. As 45 escolas religiosas são compostas de 13 religiões diferentes. Catolicismo e cristianismo são as mais comuns.

#### Ensino Superior
Nashville tem 21 universidades e instituições de pós-graduação, 6 universidades comunitárias e 11 universidades técnicas. 51,5 por cento dos adultos em Nashville completaram um ano ou mais de educação na universidade e mais de 70.000 cidadãos têm diploma de pós-graduação. Essas instituições são uma parte integrante da identidade económica e cultural de Nashville. As universidades de Nashville são as seguintes:
| Universidade                                   | Endereço                                                |
| ---------------------------------------------- | ------------------------------------------------------- |
| American Baptist College                       | 1800 Baptist World Center Dr., Nashville, TN 37207-4952 |
| Aquinas College                                | 4210 Harding Rd., Nashville, TN 37205                   |
| Argosy Unveristy                               | 100 Centerview Dr., Nashville, TN 37214                 |
| Austin Peay State University                   | 601 College St., Clarksville, TN 37044                  |
| Belmont University                             | 1900 Belmont Blvd., Nashville, TN 37212                 |
| Bethel University                              | 1801 West End Ave., Suite 200, Nashville, TN 37203      |
| Blair School of Music at Vanderbilt University | 2400 Blakemore Ave., Nashville, TN 37212                |
| Cumberland University                          | One Cumberland Square, Lebanon, TN 37087                |
| DeVry University                               | 3343 Perimeter Hill Dr., Ste. 200, Nashville, TN 37211  |
| Fisk University                                | 1000 Seventeenth Ave. N., Nashville, TN 37208           |
| Free Will Baptist Bible College                | 3606 West End Ave., Nashville, TN 37205                 |
| King University                                | 113 Seaboard Lane, Suite B-100, Franklin, TN 37067      |
| Lipscomb University                            | One University Park Dr., Nashville, TN 37204-3951       |
| Meharry Medical College                        | 1005 Dr. D.B. Todd Jr. Blvd., Nashville, TN 37208       |
| Middle Tennessee State University              | 1301 East Main St., Murfreesboro, TN 3713               |
| Nashville School of Law                        | 4013 Armory Oaks Drive, Nashville, TN 37204             |
| Stayer University                              | 30 Rachel Drive, Suite 200, Nashville, TN 37214         |
| Tennesse State University                      | 3500 John A. Merritt Blvd., Nashville, TN 37209         |
| Trevecca Nazarene University                   | 333 Murfreesboro Rd., Nashville, TN 37210               |
| Tory University                                | 399 Tiny Town Rd., Clarksville, TN 37042                |
| University of Phoenix                          | 616 Marriott Drive, Suite 150, Nashville, TN 37214      |
| Union University                               | 205 Indian Lake Blvd., Hendersonville, TN 37075         |
| Vanderbilt University                          | 2201 West End Ave., Nashville, TN 37240                 |
| Williamson Chrisitain College                  | 200 Seaboard Lane, Franklin, TN 37067                   |

Universidade Fisk
A Universidade Fisk (Fisk University) tem um papel significativo na história de Nashville. Foi a primeira instituição de ensino superior em Nashville. John Ogden, Reverendo Erastus Milo Cravath, e Reverendo Edward Smith fundaram Fisk em 1866, seis meses depois do fim da Guerra Civil Americana. Fisk University também é importante porque quando começou foi uma instituição para africano-americanos. Foi a primeira instituição para africano-americanos no Sul. Atualmente, a população estudantil é predominantemente (88,6%) africano-americano.
Universidade Vanderbilt
Segundo US News Ranking, Universidade Vanderbilt (Vanderbilt University) é a melhor universidade classificada em Nashville. É classificada #16 na lista de universidades nacionais. Em 1873, Cornelius Vanderbilt fundou Vanderbilt University com o propósito de aliviar as tensões raciais no sul.

### A saúde

#### A indústria da assistência médica
Nashville considera-se frequentemente o Vale do Silício da assistência médica. A indústria da assistência médica em Nashville é o empregador maior e de maior crescimento. Esta indústria contribui quase 30 mil milhões de dólares e mais de 200 mil empregos à economia local cada ano. Há mais de 250 empresas de saúde, incluindo 31 hospitais, que operam na cidade. Além das instituições governamentais e sem fins lucrativos, Nashville tem 16 empresas de saúde com capital aberto ao investimento do público, que ganham 70 mil milhões de dólares de receita global e quase 400 mil funcionários. Das instituições e empresas de saúde, os contribuintes maiores à economia são o Centro Médico da Universidade Vanderbilt, a Corporação Hospitalar da América e a Saúde São Tomás.
Em 2014, no relatório anual do Relatório dos EUA da Notícia e do Mundo (U.S. News & World Report, em inglês), o Centro Médico da Universidade Vanderbilt (Vanderbilt University Medical Center) foi classificado em primeiro lugar dos hospitais no Tennessee e recebeu altas classificações à nível nacional para algumas das suas especialidades médicas. É consistentemente classificado como um dos melhores hospitais no país. O centro médico recebe mais de 1,6 milhões de pacientes cada ano que vem de todo a Região Centro-Sul.
O Sistema de Saúde TriStar (TriStar Health System) da Corporação Hospitalar da América (Hospital Corporation of America, em inglês) é o maior sistema da saúde do Centro-Tennessee. Este sistema inclui nove hospitais no região e 166 hospitais em 20 estados e em Inglaterra. A Corporação Hospitalar da América tem 20,6 milhões de visitas de pacientes cada ano.
A Saúde São Tomás (Saint Thomas Health) é uma rede de hospitais em Centro-Tennessee baseada na fé. Desde 2002, é um membro da Saúde Ascensão (Ascension Health), o maior sistema de saúde Católico e sem fins lucrativos. A Saúde São Tomás inclui cinco hospitais.

#### O estado de saúde
14,2% da população do Condado de Davidson está classificado com um estado baixo de saúde. 13,5% não têm seguro de saúde. O câncer e a doença cardíaca são as causas principais da morte no Condado de Davidson. O número dos adultos que fumam diminuiu entre os anos 2008 (22,4%) e 2010 (16,2%). 57% dos fumantes já tentaram parar no ano passado. 12,8% dos adolescentes fumam, um nível menor do que no estado (20,9%) e no país (19,5%). Em 58,2% a taxa de obesidade é menor do que para o resto do país (63,7%). 13,6% dos adultos comem as porções recomendadas das frutas e dos legumes, e 61,2% dos adultos fazem a atividade física. Estas taxas são maiores para o estado e para o país (23% comem as porções recomendadas e mais de 70,1% fazem a atividade física). 8,5% dos adultos tomam o álcool em excesso, que é tomar mais de três bebidas alcoólicas (para as mulheres) o mais de quatro bebidas alcoólicas (para os homens) em uma ocasião. No país esta taxa é 15,6%. 38% dos adolescentes tomam o álcool e 21,7% usam a maconha, que é ilegal. 19,2% dos adolescentes tomam o álcool em excesso.

### Parques
Nashville tem um total de 108 parques, 19 vias verdes e 48.56 quilômetros quadrados de espaço aberto em toda a cidade e no Condado de Davidson. O Departamento Metropolitano de Parques e Recreação (Metropolitan Board of Parks and Recreation) possui atividades recreativas para todas as idades e níveis de aptidão.
Edwin e Percy Warner Parks são dois parques muito famosos geridos pelo Departamento Metropolitano de Parques e Recreação, e são os maiores parques no estado do Tennessee gerenciados por cidade. Juntos, eles cobrem 10.86 quilômetros quadrados de floresta e campo, e estão localizados a 9 quilômetros do centro de Nashville. Estes parques são registrados no Registro Nacional de Lugares Históricos dos Estados Unidos (National Register of Historic Places). Mais de 500.000 pessoas visitam esses parques todos os anos para utilizar as áreas de piquenique, trilhas, campos de golfe e campos esportivos.
Centennial Park é um parque urbano que é conhecido principalmente por ter uma réplica do Partenon. Localizado a dois quilômetros para o oeste do centro de Nashville, em uma área conhecida por moradores como West End, o parque tem um teatro musical e a famosa réplica Partenon, que serve como um museu de arte e é no centro do parque. O parque foi construído em 1897, como parte complemento da Exposição Centenária do Tennessee (Tennessee Centennial Exposition). Algumas atrações do parque, incluindo o Partenon, foram preservados mesmo depois da exposição. Outras atrações, como campos de beisebol, quadras de tênis e campos de futebol, foram construídas em 1911. Os centros comunitários foram construídos em 1916 para que o resto da cidade pudesse usá-los.
Alguns parques federais também existem na cidade. Por exemplo, o Corpo de Engenheiros do Exército dos Estados Unidos (United States Army Corps of Engineers) possui parques ao lado do Lago Old Hickory e o Lago Percy Priest. O Lago Old Hickory está localizado 40 quilômetros para o norte de Nashville, e tem de uma grande barragem que controla a profundidade da água do lago. Contudo, os visitantes são livres para participar em muitas atividades em torno do lago, como vela, caminhadas, pesca e acampar. O Lago de Percy Priest também é um reservatório que controla a água do lago com um barragem e, como o lago de Old Hickory, tem áreas de lazer para os visitantes locais e turistas. Todas as áreas de lazer são monitorados pelo Corpo de Engenheiros.	
Recentemente, com a adição de vários novos parques na cidade, tem havido notícias da legislação que pode permitir que as pessoas carreguem armas livremente em parques locais. O antigo prefeito de Nashville, Karl Dean, abertamente se opôs a esta legislação, dizendo que possuindo de armas de fogo "é uma ideia muito ruim." Os defensores da legislação, que incluem mesmo os pais que levam seus filhos para os parques cada semana, dizem que "precisamos de proteção de pessoas perigosas.” A legislação já foi aprovada na Casa de Representantes e no Senado do Tennessee, e as restrições das armas foram lançadas para o 6 de abril de 2015.

## Cultura

### Gastronomia
Nashville é uma cidade com um cenário única dos alimentos e eles têm uma variedade de pratos famosos. Como Nashville é uma cidade com raízes do Sul, a cozinha geralmente tem sabores do sul também.

#### Pratos típicos
Um prato famoso da Nashville é o "frango picante" (Hot Chicken em inglês); este frango é preparado como frango frito, mas o tempero usa pimenta-caiena e outras especiarias picantes para fazer que o frango seja picante. Dois dos mais famosos restaurantes de Nashville para obter frango picante são “Hattie B’s” e “Prince’s”. A família Prince foi a família que originalmente desenvolveu a receita para este tipo de frango e Hattie B's  recentemente tornou-se famoso pelas suas receitas. Outro prato que é exclusivo para Nashville é "carne e três acompanhamentos" (meat and three). Este conceito permite que o comensal escolhe uma proteína e três acompanhamentos que podem incluir macarrão, creme de milho, couve, e muito mais. O restaurante mais famoso para obter este prato é “Arnold's Country Kitchen”; Todos os dias têm diferentes carnes e os acompanhamentos e eles não aceitam reservas, por isso sempre há uma fila.
Um prato de café da manhã que as pessoas de Nashville desfrutam é “frango e waffles” (Chicken and Waffles). Este prato inclui um waffle quente coberto com pedaços de peito de frango frito, e está encharcado com xarope de bordo na parte superior. Este prato doce e salgado é servido em todo o Sul dos Estados Unidos, mas “Loveless Café” de Nashville tornou-se famosa por este prato, bem como para seus biscoitos.
Em termos de bebidas, Nashville é uma cidade que está repleta de bares, assim, eles desenvolveram uma bebida pela qual a cidade é conhecida: “Bushwacker”. Esta bebida é semelhante a um batido de álcool; ela consiste de leite, creme de coco, rum e café com sabor de álcool. A maioria das pessoas bebem esta bebida durante a primavera e o verão, quando o clima é mais quente. Outros alimentos e bebidas que são predominantes em Nashville incluem churrasco, chá de frutas e cerveja artesanal.
Recentemente donos de restaurantes de grandes metrópoles como Nova Iorque, Miami e Los Angeles tem vindo a Nashville para abrir restaurantes. Os restaurantes recém-inaugurado têm uma influência do Sul com toques modernos. Com este movimento para Nashville, o cenário da comida em Nashville tem crescido exponencialmente e coloca Nashville no mapa como uma das maiores cidades na gastronomia nos Estados Unidos.

### Música
No século XIX, os Cantores Fisk Jubilee (Fisk Jubilee Singers) da Universidade Fisk em Nashville deu Nashville o apelido “Cidade da música” (Music City). O grupo dos cantores realizou o primeiro tour de música no exterior em Europa em 1873. Depois de cantar na Inglaterra para a rainha Vitória, ela disse que o grupo foi da cidade da música. Hoje Nashville é famoso pela sua rica história da música country (country music). Muitos músicos e compositores vêm a Nashville para se cercar da cultura musical.
Nashville tem muitos locais históricos da música country. Os mais famosos são o Ryman Auditorium e a casa do Grand Ole Opry. O Ryman é um auditório que é a casa mais conhecida do Grand Ole Opry. O Ryman é conhecido por suas qualidades acústicas surpreendentes. Foi nomeado pela revista Pollstar “Teatro do Ano” em 2003-2004 e também 2010-2011. Há muitos concertos lá, e o auditório pode acomodar mais de 2.000 pessoas. O Grand Ole Opry é um concerto de música country que acontece cada semana desde 1925. Chamado “O Show Que Fez Famosa a Música Country”, e “A Casa de Música Americana”, o Grand Ole Opry é um local icônico para a música. O Opry mudou do auditório Ryman em 1974 para a nova localização, mas a nova casa do Opry tem um círculo de seis pés de madeira do palco do Ryman. O Opry já recebeu muitas estrelas da música country, incluindo Trace Adkins, Dierks Bentley, Vince Gill, Martina Mcbride, Brad Paisley, Ricky Skaggs, Marty Stuart, Mel Tillis, e Carrie Underwood.
Também há dezenas de locais em que tocam música ao vivo em Nashville todo o ano. “A Rodovia Honky tonk” , a famosa rua de Broadway em Nashville, tem locais como Rippy’s Smokin’ Bar & Grill, O Stage, Tootsies Orchid Lounge, Honky Tonk Central, Tequila Cowboy, e Jimmy Buffett’s Margaritaville. Há mais locais com música ao vivo nos distritos do Gulch, Midtown, e Music Row/Demonbreun.
Nashville é um centro para outros gêneros de música também, incluindo pop, rock, bluegrass, Americana, jazz,  clássico, cristã, blues, e soul. Músicos e compositores vêm a Nashville para escrever e gravar música, por exemplo Kid Rock, Black Eyed Peas, Bon Jovi, e Michael Bublé. Nashville é a casa de United Record Pressing, a maior fábrica de produção discográfica nos Estados Unidos. Alguns dos músicos que produziram discos lá incluem Miles Davis, Bob Dylan, The Beatles, Beyoncé, e Justin Timberlake. Em termos de música clássica, a sinfonia de Nashville foi nomeado para 14 prêmios Grammy e ganharam 7 desde 2000. A sinfonia de Nashville toca no “Centro Sinfonia Schermerhorn” (Schermerhorn Symphony Center) que tem concertos e eventos especiais.

### Turismo
O turismo gera mais que 50 mil empregos em Nashville. A Música country é uma grande parte da cultura de Nashville. Há dois museus muito famosos em Nashville que são o Museu de Johnny Cash e o Salão da Fama da Música Country (Country Music Hall of Fame).

#### Atrações musicais
A música country é associada com Nashville e com alguns locais muito populares para escutar a música country e o Grand Ole Opry.  O Grand Ole Opry começou como um programa de rádio na década de 1920 e foi realizado em frente dum público ao vivo em Nashville.  O programa teve várias casas, mas um dos seus locais mais famosos foi o Ryman Auditorium no centro de Nashville. O Grand Ole Opry teve cômicos e apresentações musicais. Ele é creditado com a popularização da música country. Está agora permanentemente localizado na uma auditório mais grande fora do centro de Nashville e ainda reúne os mais famosos cantores da música country. O Bluebird Café e ''Toostsies Orchid Lounge'' são dois cafés muito populares em Nashville. Tootsies é um café para onde os cantores muito populares de country viram para beber depois de se apresentar no Ryman. O Bluebird Café é também no centro de Nashville, mas o Bluebird é mais moderno e o programa de televisão Nashville é filmado lá. O estabelecimento fez sua fama com as noites de "open mic" nas quais jovens compositores apresentam seu trabalho. O Salão da Fama da Música Country é no centro de Nashville. Tem a história de artistas da música country que gravaram a música na indústria discográfica em Nashville. Alguns cantores que estão no Salão de Fama são Johnny Cash, Elvis Presley, Willie Nelson e Dolly Parton.

#### Atrações históricas
O Hermitage é a casa do sétimo presidente dos Estados Unidos, Andrew Jackson, que nasceu e cresceu em Tennessee. A propriedade também era uma plantação quando Jackson viveu lá. Ryman Auditorium foi construído em Nashville pelo empresário Thomas G. Ryman na década de 1880. O auditório foi incialmente uma grande igreja, mas depois tornou-se a casa do Grand Ole Opry, um programa de rádio. Agora, o Ryman é um dos lugares mais famosos de todos os tipos de músicos. O Partenon é uma réplica do Partenon em Atenas, Grécia. Ele foi construído para a Exposição Centenária do Tennessee em 1897. Tem uma estátua de 42 pés de altura da deusa grega Atena e uma coleção de obras de arte. O Museu do Estado de Tennessee descreve a história do “Estado dos Voluntários”. Ele foi criado pela primeira vez em 1817 e, em seguida, verdadeiramente estabelecida em 1937 após a Primeira Guerra Mundial. Há campos da batalha da Guerra Civil em todo a área de Nashville. A maioria destes locais estão agora cobertos com empresas ou casas, mas muitos deles são marcados com sinais. Os visitantes podem obter mapas com os campos da batalha da guerra civil.

### Museus
Nashville tem museus de cultura, história, e arte. Estes museus estão localizados em vários bairros de toda a cidade. Nos últimos anos, muitas novas galerias de arte abriram em Nashville.
Os maiores e mais visitados museus em Nashville são o Salão da Fama da Música Country (Country Music Hall of Fame), O Museu do Estado do Tennessee (Tennessee State Museum), e O Hermitage. O Salão da Fama da Musica Country esta localizado no centro da cidade, e é perto de outras atrações. As atrações são o Bridgestone Arena, Nissan Stadium, e o Ryman Auditorium. Por ser uma localização popular, muitos turistas visitam O Salão da Fama da Musica. Este museu tem exibições de filmes, exposições permanentes e temporárias, residências artísticas, e concertos.

O Museu do Estado do Tennessee tem exibições da historia e a cultura de Tennessee. Este museu ganhou prêmios nacionais e reconhecimento internacional e atrai exibições sobre Guerra Civil Americana e a reconstrução.

Os grandes museus de arte em Nashville são o Centro Frist das Artes Visuais e o Jardim Botânico Cheekwood (Cheekwood Botanical Garden). No passado, O Centro Frist teve exposições de artistas famosos. Estes artistas incluem Wassily Kandinsky, William Eggleston, Maira Kalman, Vik Muniz, e Norman Rockwell. O Centro Frist das Artes Visuais é um dos prédios mais famosos em Nashville, sendo originalmente uma estação de correios. Também, esta galeria mostra arte de escolas secundarias e universidades. Frequentemente, este centro realiza eventos para a comunidade.

Algumas galerias menores em Nashville estão localizados em bairros diferentes. Um distrito mais recente, Wedgewood Houston, tem muitos galerias novas. Estes galerias têm arte de artistas locais e regionais. Algumas das galerias são Zeitgeist Galeria, David Lusk Galeria, A Fabrica de Embalagem (The Packing Plant), Galeria de Julia Martin,  Forte Houston (Fort Houston), e Track One. No primeiro sábado do mês, muitas pessoas vão a este bairro para o evento Art Crawl em que todas as galerias abrem ao público. O Forte Houston é um espaço para artistas, carpinteiros, e mecânicos. Também, existem dois espaços para arte.

O Arcade foi inaugurado no ano de 1903, e está localizado no centro de Nashville. O Arcade tem muitos restaurantes, e oferece opções de restaurantes chineses, japoneses, italianos, e churrasco no andar térreo. As galerias são no segundo andar, e atraem artistas e estudantes, mas também turistas e famílias. As galerias mais novas são 40AU, Coop, WAG, e a galeria de Lipscomb. Todos os meses, artistas locais e regionais mostram as suas obras nessas galerias.

### Na cultura popular
- Nashville foi o local visitado por Pedro Andrade no episódio 9 da terceira temporada do programa de viagem Pedro Pelo Mundo do canal GNT, transmitido em 16 de maio de 2018.[82]

## Marcos históricos
O Registro Nacional de Lugares Históricos lista 169 marcos históricos em Nashville. Os primeiros marcos foram designados em 15 de outubro de 1966 e o mais recente em 13 de dezembro de 2019. Existem sete Marcos Históricos Nacionais na cidade, que inclui o Capitólio Estadual do Tennessee, designado em 1971.

## Esportes
Nashville tem seis equipes professionais que competem no nível nacional. O hóquei no gelo é um esporte grandíssimo em Nashville. O Nashville Predators é um
programa da NHL.  Seus uniformes são ouro e azul-marinho. Eles jogam em Bridgestone Arena no centro de Nashville. Este programa foi estabelecido em 1998 quando a cidade não conseguiu atrair um equipe de basquete da NBA. O Predators tem muitos jogadores conhecidos, entre eles David Legwand, Martin Erat e Shea Weber.
O Tennessee Titans e um dos trinta e dois equipes de futebol americano na National Football League.  Suas cores são azul bebé, azul-marinho, vermelho, e branco.  Os Titans jogam no Nissan Stadium (antigo LP Field). Este programa começou em 1960 em Houston, Texas, chamando-se o Houston Oilers.  Em 1999, o Oilers mudou-se a Nashville e modificou o seu nome a “Tennessee Titans”.  Alguns doss jogadores mais famosas são Warren Moon, Steve McNair e Earl Campbell.
O programa de futebol em Nashville é relativamente novo. Nashville FC foi fundado em 2013, jogando na National Premier Soccer League, uma liga de quarta divisão dos Estados Unidos. Em 2016 o time mudou o nome para Nashville Soccer Club, e começou a competir na USL Championship, liga de segunda divisão de Futebol. Em 2017 foi anunciado que o Nashville SC se juntaria a Major League Soccer, principal liga de futebol nos EUA, no ano de 2020.
Nashville tem um time profissional de beisebol que é de liga menor Triple-A.  O Nashville Sounds foi o equipe de liga menor de muitos equipes grandes.  Alguns do passado são os Brewers, Pirates, e White Sox mas a partir de 2015 é afiliado com os Oakland Athletics As cores do Sounds são vermelho, branco, prateado, e preto.  Este programa foi criado em 1978 como equipe da liga Double-A.  Em 1984 mudou-se para a liga Triple-A. Jogou no Herschel Greer Stadium desde seu estabelecimento.
O Nashville Venom é um equipe que joga futebol americano de arena. A liga foi fundada em 2012 e agora tem oito equipes na PIFL.